# Leposternon octostegum
Leposternon octostegum är en ödleart som beskrevs av  Duméril 1851. Leposternon octostegum ingår i släktet Leposternon och familjen Amphisbaenidae. Inga underarter finns listade i Catalogue of Life.